# Kadavu
Kadavu est la quatrième plus grande île des Fidji après Vanua Levu, Viti Levu et Taveuni, avec une superficie de 411 km2. Elle a une population de 10 167 habitants selon le recensement de 2007.
Kadavu, d'une superficie de 411 kilomètres carrés, est la quatrième plus grande île des Fidji et la plus grande île dans l'archipel de Kadavu, archipel volcanique constitué de Kadavu, Ono, Galoa et d'un nombre de petites îles dans le récif de la Grande Astrolabe. Son principal centre administratif est Vunisea, qui dispose d'un aéroport, d'un lycée, d'un hôpital, et d'un centre administratif, sur l'isthme Namalata, là où l'île est presque coupée en deux. Suva, la capitale des Fidji, se trouve à 88 km au nord de Kadavu.
L'île de Kadavu appartient à la province de Kadavu.

## Géographie
L'île a une longueur de 60 kilomètres et une largeur variant de 365 mètres à 13 kilomètres. L'île est presque coupée en deux au niveau de l'isthme étroit Namalata, qui sépare la baie de Namalata sur la côte nord, du port de Galoa, sur la côte sud. Dans le port de Galoa, se trouvent l'île Galoa et le minuscule îlot de Tawadromu. L'île de Kadavu, caractérisée par son relief accidenté et montagneux, est sans voitures. La plus haute montagne est Nabukelevu, également connue comme le mont Washington, qui se situe à 805 mètres de haut, à l'extrémité ouest de l'île.
Kadavu possède encore 75 % de sa forêt pluviale d'origine, et une grande diversité d'oiseaux, notamment dont quatre espèces endémiques de l'île, la colombe de velours, le Crimson Brillant-perroquet, la Kadavu Méliphage et la Kadavu rose des vents, en plus de plusieurs sous-espèces endémiques (comme une sous-espèce de l' île de muguet).

## Télévision

### En France
- Saison 19 de Koh-Lanta (annulée)
- Saison 20 de Koh-Lanta
- Koh-Lanta : L'Île des héros
- Saison 21 de Koh-Lanta